# Dieu des Portes

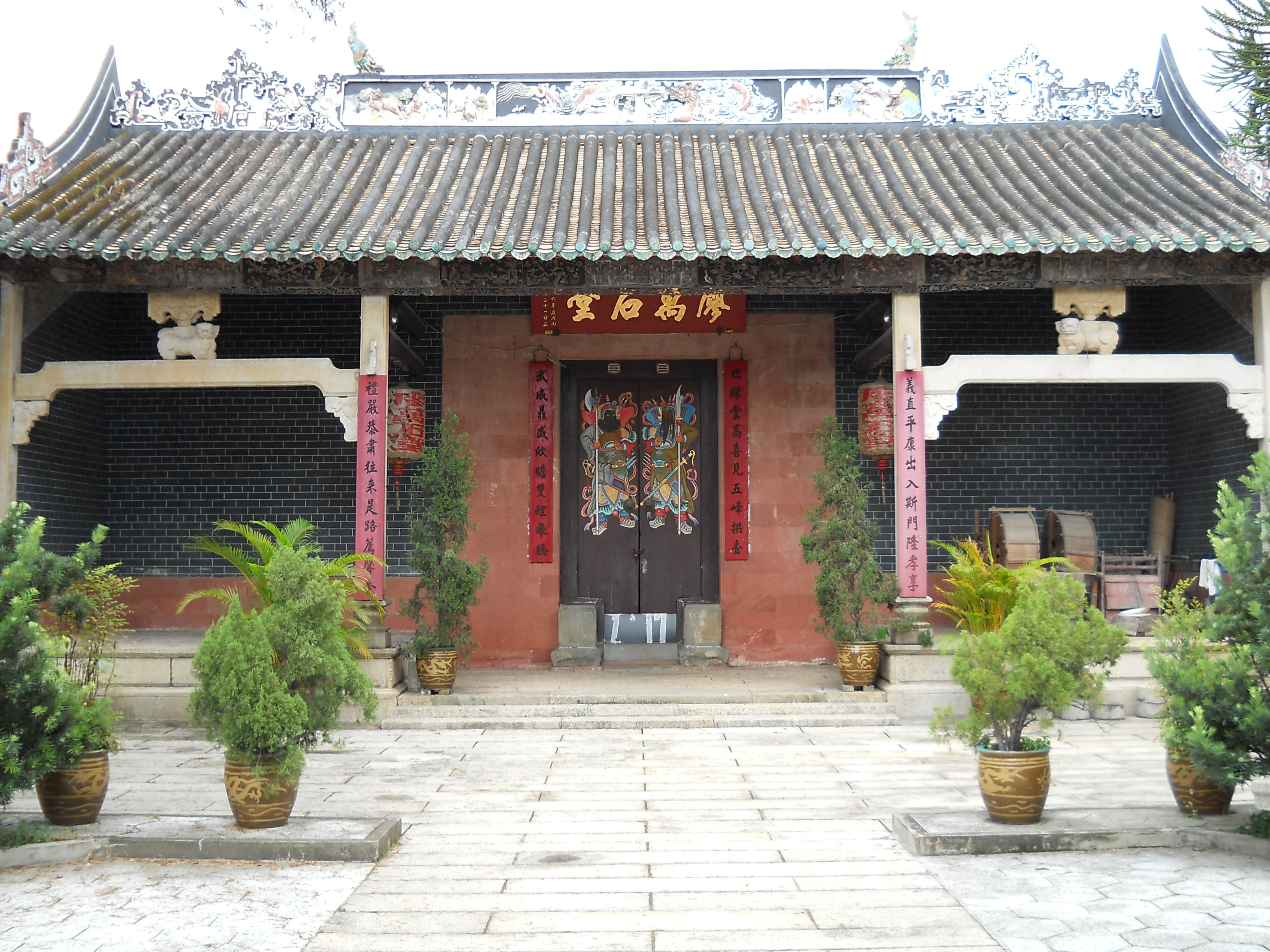

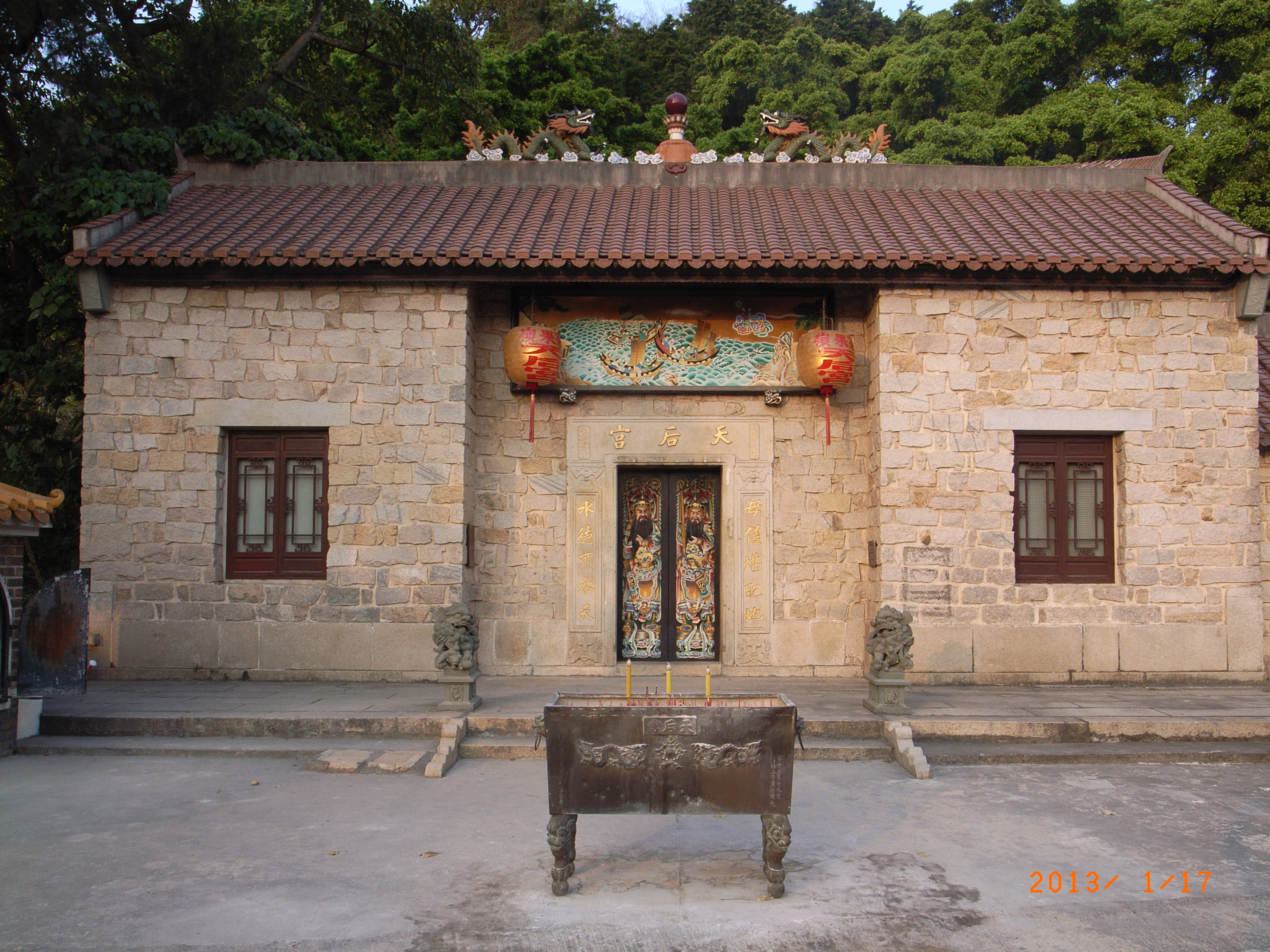

Un dieu des Portes (Sinogramme simplifié : 门神; pinyin : ménshén) est la représentation chinoise d'un dieu ou d'un héros populaire de Chine peinte ou dessinée, placée de chaque côté de l'entrée d’un temple ou d’une maison, qui est censée empêcher les mauvais esprits et les démons d’entrer.

Les dieux des portes vont souvent par paire, et se font face (on croit que placer les figures dos à dos porte malheur). Il y a plusieurs formes différentes de dieux des portes. Les plus souvent utilisés sont les Généraux Qin Shubao  (秦叔宝) et Yuchi Jingde (尉迟敬德). Les figures de Wei Zheng (魏征) ou de Zhong Kui (钟馗) sont employées sur les portes à un battant (quoique pour ce dernier, il arrive qu'elles soient représentées en double).

## Origine des dieux des portes

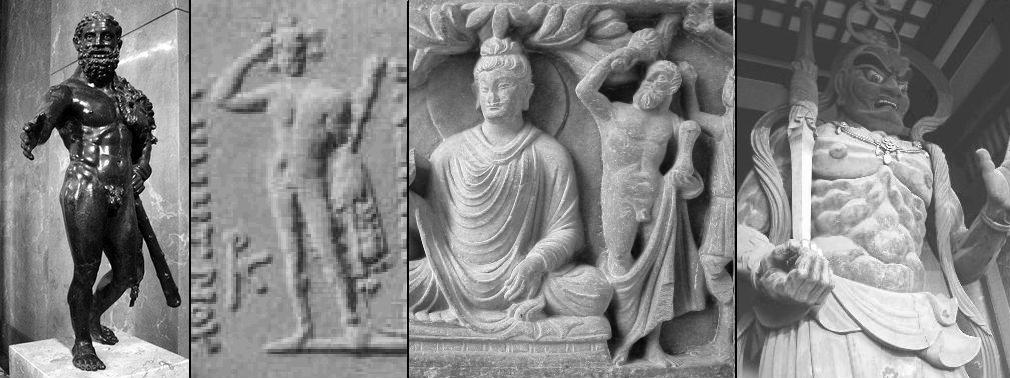
Évolution iconographique du héros grec Héraclès à Shukongōshin. De gauche à droite:
1) Héraclès (Musée du Louvre).
2) pièce de monnaie Heracles gréco-bactrien Démétrios Ier Sôter.
3) Vajrapani, le Protecteur de Bouddha, dépeint comme Héraclès dans l'art gréco-bouddhique du Gandhara.
4) Shukongōshin des temples Bouddhistes au Japon.

Il n'y avait qu'un « Gardien » au départ, c'était le premier parmi tous les « Gardiens du Bouddhisme » ou Dharmapāla et il vient directement de la religion hindoue, c'est uniquement par commodité avec la religion chinoise qu'il fallut créer une "paire" (parce que les portes allaient par deux) pour créer des « Esprits/Dieux des Portes ». Même le texte original fut modifié pour y inclure une paire et non un fils unique : Quelque part, dans un royaume en Inde, l'épouse d'un Roi donna naissance à 1 000 fils, qui devinrent tous des « Buddha » ; une de ses concubines, elle, lui donna alors un fils unique. Cet enfant s'appelait Guhyapāda (गुह्यपद), et fit le vœu de protéger ses frères ; pour cela, il devint leur "Garde du Corps" personnel. 
Encore plus incroyable, quand on pense que cette histoire descend directement d'une sculpture du IVe représentant le Bouddha et le demi-héros grec le plus populaire de cette époque, qu'était Héraclès/Hercule (Ἡρακλῆς). On y voit le héros se tenant derrière lui armé de sa massue. En effet, à cette époque, les croyants avaient besoin de représenter le Bouddha  comme un humain et cherchaient à définir son iconographie définitive. Comme à l'époque, c'était surtout la statuaire gréco-romaine qui prédominait, on l'utilisa pour représenter « l’Éveillé ». Autrefois, seule une roue représentait le "Bouddha", symbole du temps qui tourne et du Dharma ( धर्म) (la Loi du Bouddhisme) ou l'arbre pipal, sous lequel il avait trouvé l'Illumination et prêché sa doctrine. La période la plus célèbre qui vit émerger les statues de bouddhas est celle de la Dynastie des Gupta (IIIe siècle av. J.-C. jusqu'au milieu du VIe siècle après J.-C.).
Comme la statue du demi-dieu grec le représentait avec sa massue dans la main droite et le "foudre" dans la gauche, Herakles Keraunos (Ἡρακλῆς Kεραυνός)  « Hercule à la foudre » devint en langue sanskrite Guhyapādāvajra (गुह्यपदवज्र) , puis Vajrapani (वज्रपाणि)  le « Porteur de Foudre ». De Vajrapani naquirent ensuite :  «Les Gardiens du Bouddhisme» : les Dharmapāla, Dikpāla et les Dvarapāla. Vajrapani devint en Chine, Jingangshou (金剛手) pour finir en Kongōshu (金剛手) au Japon. Comme il fallut de nouveau une "paire" pour s'adapter aux « Gardiens » chinois, il se scinda en deux être distincts l'un de l'autre, les guerriers Heng (哈) et Ha (哈), les 哼哈二将 Hengha Erjiang, appelés les 金剛力士 Jingang Lishi « les Forts à la Foudre » qui devinrent les Kongōrikishi japonais, autrement populaires sous le nom des Niō (仁王)  les « Seigneurs Doubles ; Seigneurs Jumeaux ».

## Autres dieux des portes

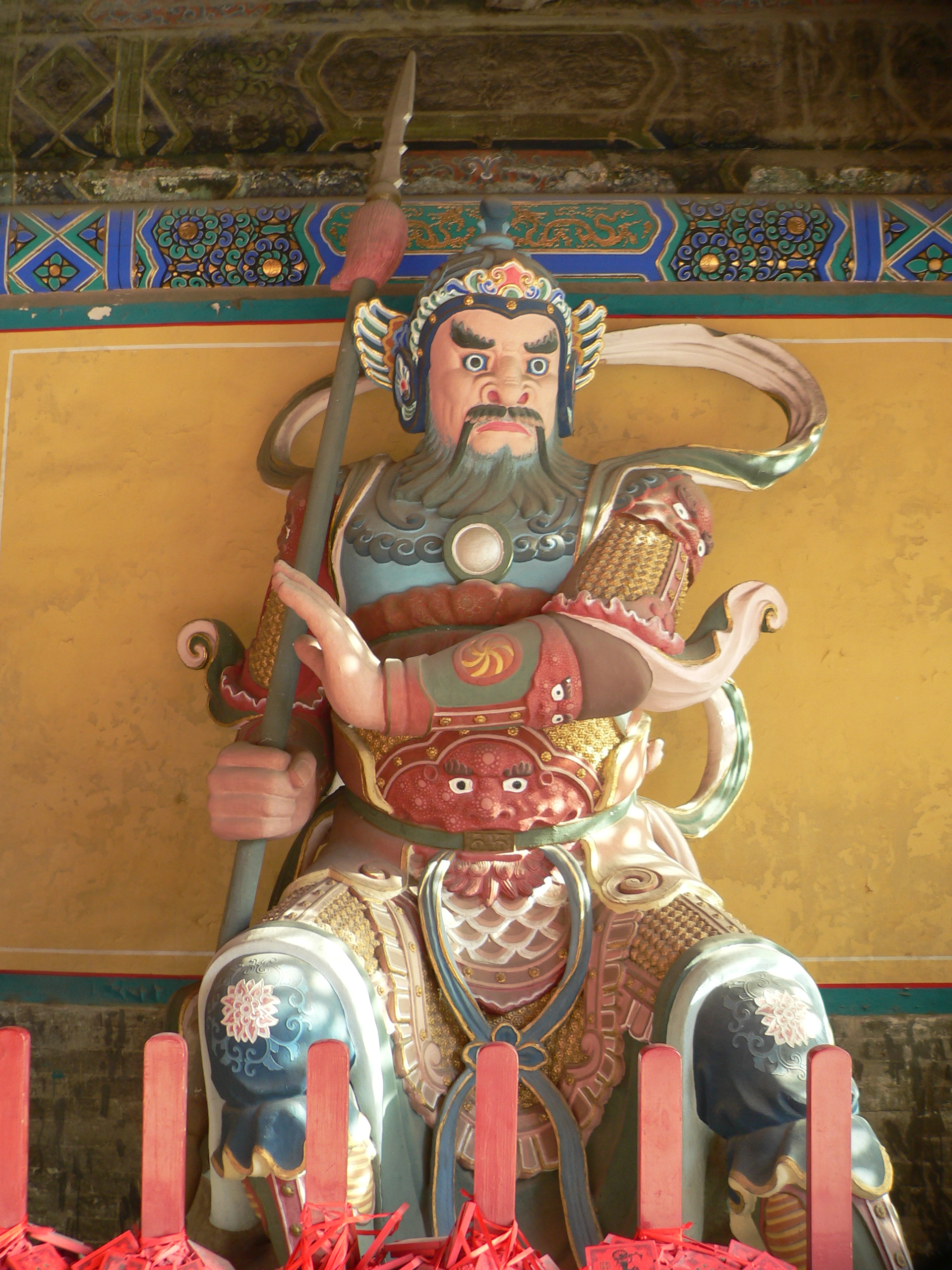
Général Heng, statue multicolore de Fengdu (Chine)

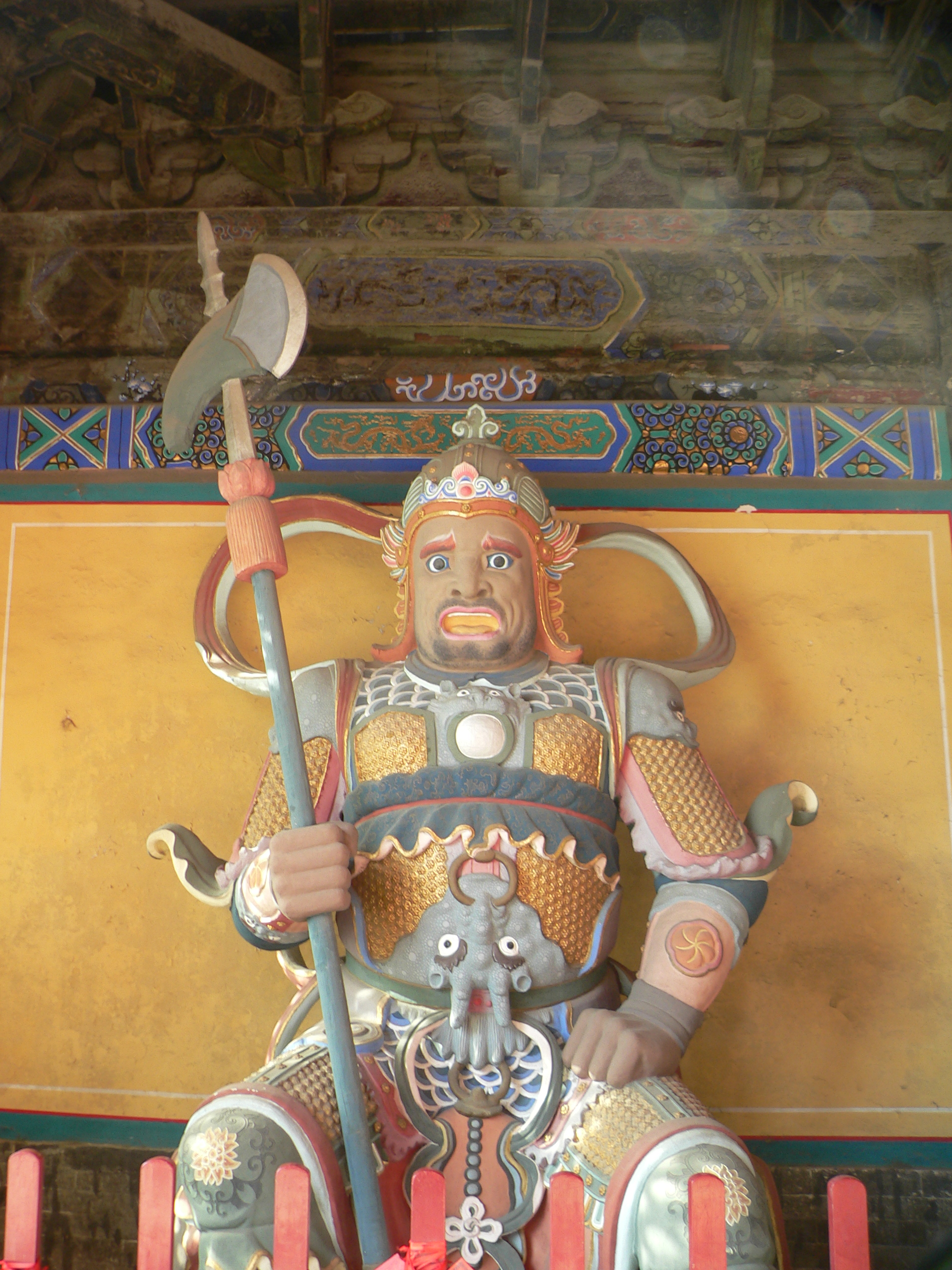
Général Ha, statue multicolore de Fengdu (Chine)

Les Généraux Zheng Lun (鄭倫) et Chen Qi (陳琦) combattaient l'un pour le camp du Roi Wu (武王) de la future Dynastie Zhou (周朝), l'autre pour le Roi Zhou (纣王) de la Dynastie déclinante Shang (商朝) ou Yin (殷朝),.  Tous deux étaient semblables : "deux officiers montés sur des monstres aux yeux d'or et prunelles de feu, armés de deux énormes massues à double poignets". Zheng Lun avait appris d'un immortel la faculté de générer deux rais de lumière par le nez de couleur blanche afin de capturer les âmes de ses ennemis ; Chen Qi lui pouvait générer un nuage toxique par la bouche de couleur jaune qui avait le même effet. Tous deux périrent dans la grande bataille qui opposait les deux Dynasties. À leur mort, ils furent déifiés comme « Dieux des Portes » sous les noms de Heng Ha Er Jiang (哼哈二将) « les Généraux Heng (哼) et Ha » (哈). Ces divinités deviendront les fameux Niō (仁王) chez les Japonais.

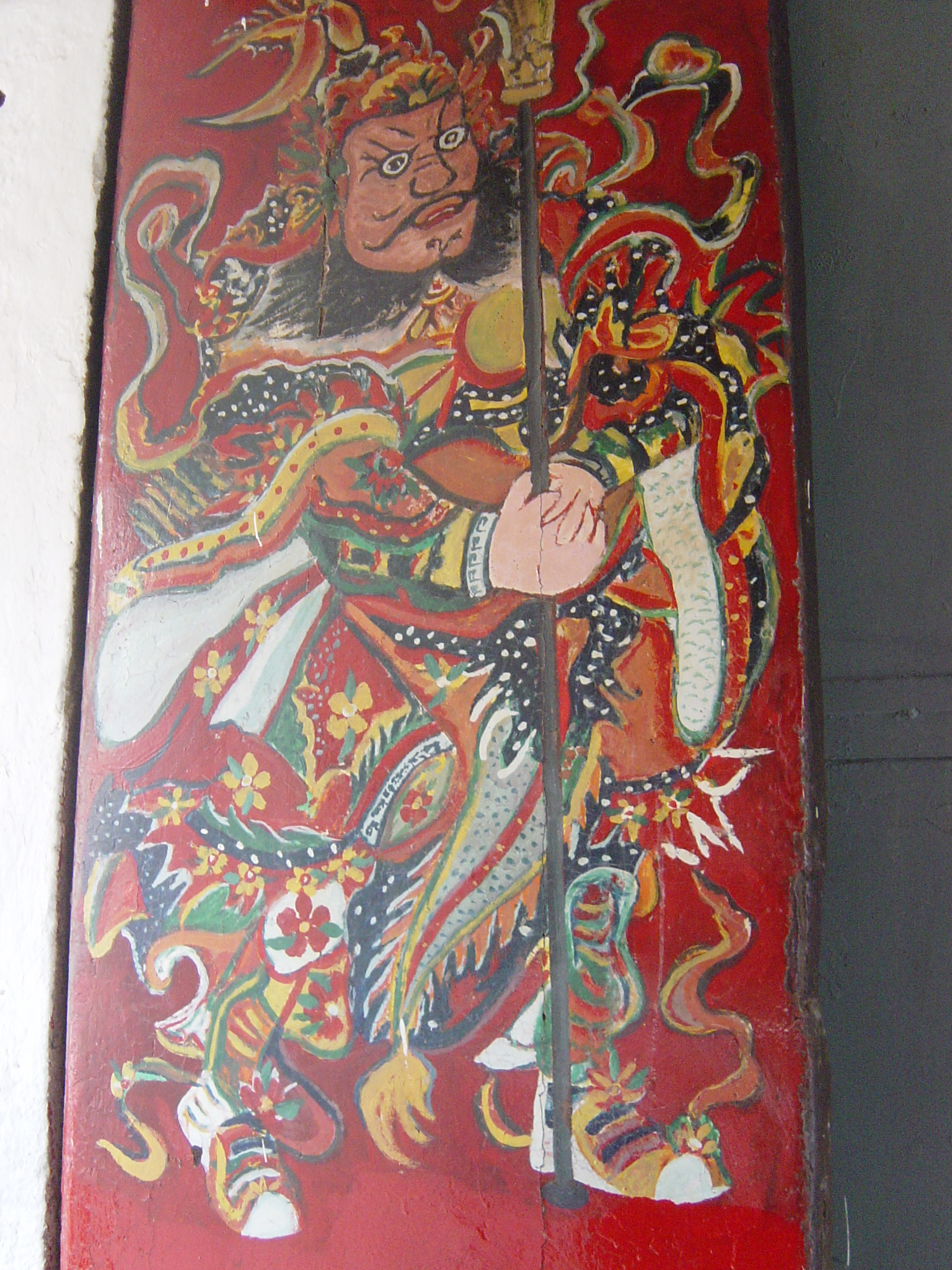
Général Yuchi Jingde

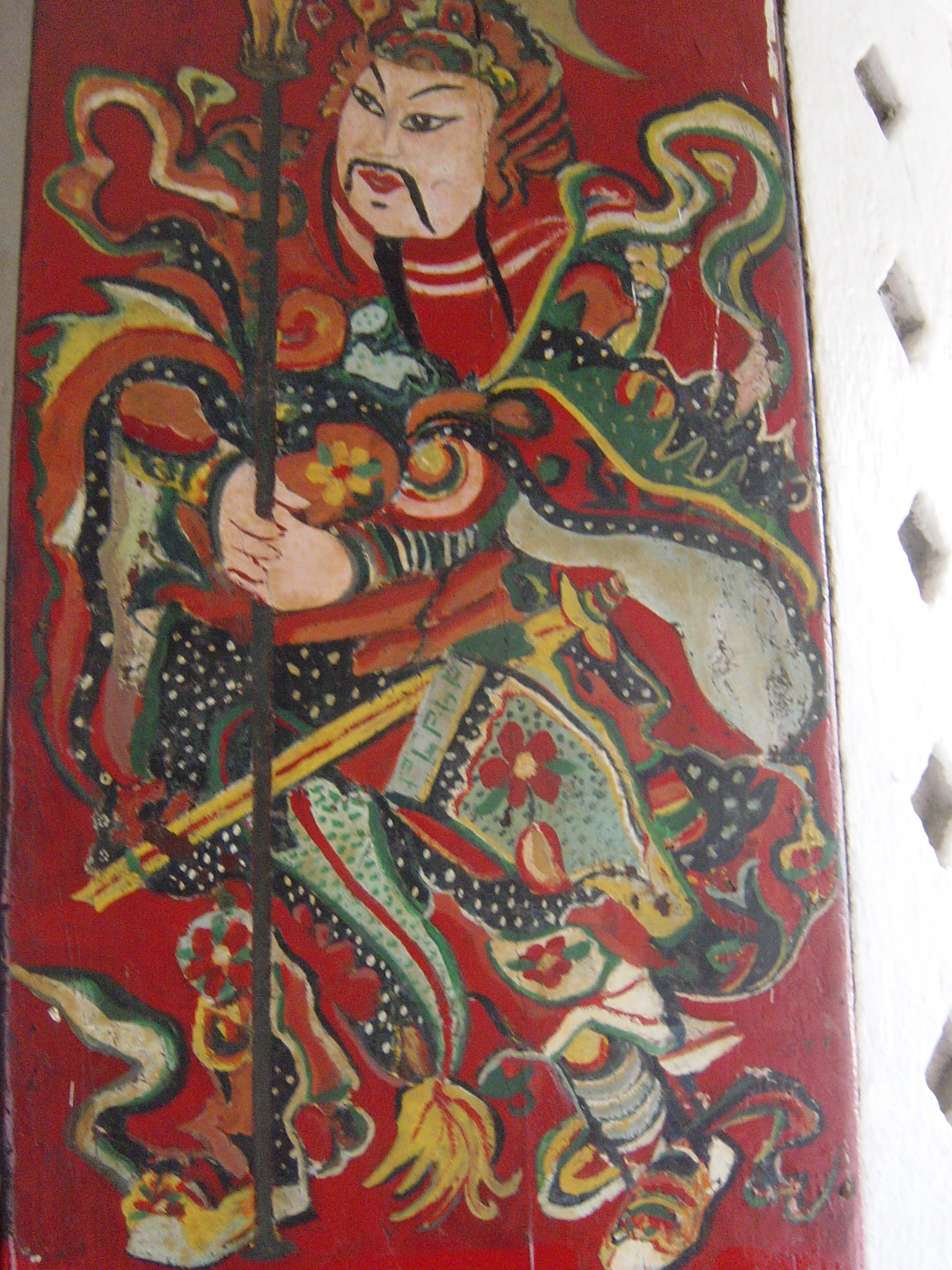
Général Qin Shubao

La coutume remonte à la Dynastie Tang, dont le premier empereur Tang Taizong (唐太宗) (599 - 649) a honoré deux de ses généraux les plus fidèles, Qin Shubao et Yuchi Jingde, en faisant accrocher leurs portraits peints sur les portes de sa chambre. Les familles ordinaires ont bientôt adopté la coutume impériale, mettant sur leur porte de devant des sculptures en bois de généraux toujours vigilants, dans l'espoir d'attirer la bonne chance et de se défendre des mauvais esprits. Cette coutume s’est ensuite propagée dans l'ensemble de la Chine, ajoutant d'autres héros du folklore et des figures mythologiques au répertoire.
Qin Qiong (également connu sous le nom de Qin Shubao) a un visage pâle et porte habituellement des épées ; Yuchi Gong (également connu sous le nom de Yuchi Jingde) a une peau foncée et porte habituellement des bâtons. Dans une légende de la dynastie des Tang, l'empereur Taizong a ordonné à Qin et Yuchi de garder sa porte en raison du fantôme du Roi-Dragon de la rivière "Jing" qui le harcèle pendant la nuit, parce qu'il lui reproche de ne pas avoir tenu sa promesse en le sauvant d'une exécution décidée par le Ciel. Ainsi, l'empereur a pu avoir un sommeil profond. Le lendemain, l'empereur, ne voulant pas déranger plus longtemps ses généraux, déjà harassés de fatigue d'avoir veillé plusieurs nuits à côté des portes de sa chambre, a convoqué le peintre officiel de la cour pour qu'il peigne leur portrait sur chaque battant des portes. Le stratagème a fonctionné et l'empereur a pu retrouver un temps le sommeil, jusqu'à ce que ce soit la porte de derrière qui se mit à trembler et à faire du bruit. C'est là qu'intervient le Général Wei Zheng qui décide de monter la garde à cet endroit pendant plusieurs nuits. Épuisé lui aussi par cette garde rapprochée, il verra à son tour son image peinte sur la porte de derrière.
Gao Ming (高明) et Gao Jue étaient deux frères qui se mirent au service du Roi Zhou (纣王) de la Dynastie des Shang (商朝) (en fait la Dynastie des Yin (殷朝) pour l'aider à combattre les soldats de Wu (武王) qui voulaient le détrôner. Tous deux protégeaient la Passe de Chentang (陈塘關). Après avoir essuyé plusieurs échecs en voulant les tuer, les soldats de Wu apprirent de l'Immortel Ziya (子牙) qu'ils étaient en fait les esprits d'un saule et d'un pêcher et que pour les vaincre, il fallait arracher les racines de ces arbres puis les brûler afin d'emporter la victoire. Ainsi fait, les soldats retournèrent affronter les deux terribles frères privés de leur pouvoir de disparaître, et bientôt cernés par l'armée, ceux-ci tentèrent de s'échapper une dernière fois, avant que Ziya lui-même ne les achève avec son fouet. À la fin de la guerre qui opposait les deux Dynasties, les frères Gao furent déifiés et devinrent les dieux Shen Tu (神荼) et Yu Lei (郁垒) et reçurent le titre de « Dieux des Portes » ; ils portent respectivement une hache de bataille et un maillet. Une autre tradition raconte que Shen Tu et Yu Lei étaient des immortels à qui l'Empereur de jade. avait ordonné de garder les pêchers de l'immortalité que des démons rongeaient. Le peuple de la Chine a ainsi respecté les deux immortels pour leur capacité à écarter les démons,.
Un autre guerrier, dont on ne sait pas grand chose, aurait été peint lui aussi sur les battants d'une porte et faisait office de « Dieu des Portes ». Son nom était Cheng Qing (成慶). Une tradition l'identifie à Jing Ke (荊軻), un guerrier qui aurait tenté autrefois de tuer l'empereur des Qin (清朝), Qin Shi Huangdi (秦始皇帝) et dont le sacrifice vain aurait quand-même été salué par les habitants qui en firent une divinité protectrice. 
Dans certains districts de la province de Henan (河南), on raconte que ce seraient deux généraux de l'époque des Trois Royaumes  (三國), Zhao Yun (趙雲) et Ma Chao (馬超) qui auraient tenu ce rôle. 
Dans certains villages de la province de Shanxi (陕西), on attribuerait ce rôle à deux stratèges de l'antiquité, Sun Bin (孫賓) et Pang Juan (龐涓). 
Une autre tradition parle des guerriers Ma Wu (馬武) et Mao Qi (姚期), mais sans donner d'autres précisions. 
Le Général Yang Yanzhao (杨延昭) et sa femme, Mu Guiying (穆桂英), parce qu'ils s'étaient opposés au clan Khitan de la Dynastie Liao (遼朝), Taizong (宋朝) devinrent des héros populaires grâce notamment à un roman qui relata leurs exploits de façon romanesque. 
Les Officiers Meng Liang (孟良) et Jiao Zan (焦贊) étaient très valeureux, mais frustes, et parce que c'étaient d'anciens bandits reconvertis, ils devinrent des « Dieux des Portes » subalternes, protecteurs des écuries, étables et porcheries. 
Bientôt les officiers militaires furent remplacés par des fonctionnaires civils. Le plus généralement, on collait sur les deux battants des portes une double image du Tianguan (天官) « Fonctionnaire Céleste ». Celui-ci est en effet le supérieur hiérarchique des deux autres fonctionnaires céleste, celui de la terre et de l'eau, dans la religion taoïste. Il est le Souverain de la Constellation Ziwei (紫薇) qui accorde le Bonheur ; c'est pourquoi il est aussi appelé « le Fonctionnaire Céleste qui accorde le Bonheur ». Il appartient aussi au groupe des San Xing (三星) « Trois Étoiles » : celle du Bonheur, Fu Xing (福星), de la Réussite Sociale ou de la Prospérité, Lu Xing (禄星) et celle de la Longévité, Shou Xing (壽星).
On le représente sur des gravures en costume de grand dignitaire, souvent avec un ou cinq enfants. On peut lui associer des emblèmes, qui, par homophonie, évoquent le bonheur (une chauve-souris), la paix et la tranquillité (une selle et un vase), la joie (une pie), la longévité (un cerf).

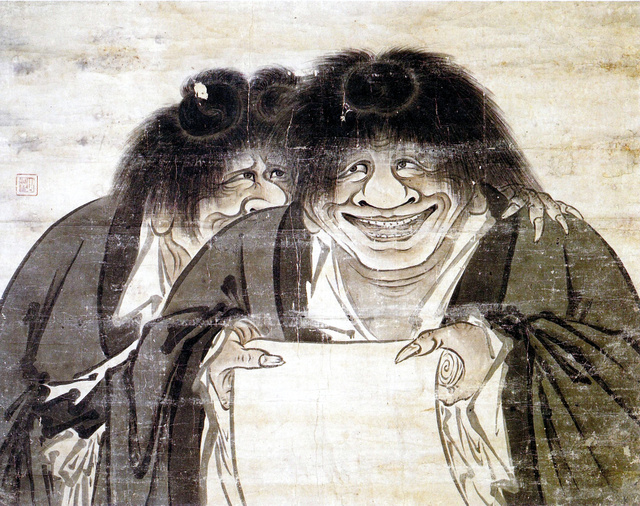
Kanzan et Jittoku.

Les poètes Han Shan (寒山) et Shi De (拾德) étaient eux aussi considérés comme tels. Le premier, un ermite chinois, vivait dans le massif du Tian Tai (天台), tandis que l'autre, un moine bouddhiste, travaillait comme cuisinier dans le monastère de Guo Qingzi (国清子). Tous deux étaient amoureux de la même femme, mais l'ignoraient. Lorsque Shi De l'épousa, Han Shan se fit moine. Parce qu'il venait de l'apprendre et pour ne pas perdre son amitié, Shi De quitta son épouse et rejoint son ami Han Shan. Ces deux compères représentent les liens de l'amitié éternelle et sont d'ailleurs appelés Hehe Er Shen (和合二神) « Esprits/Dieux de l'Union Harmonieuse » ou Hehe Er Xian ( 和合二仙) « Immortels de l'Harmonie ». Les deux moines sont souvent représentés comme des hommes à la bonhomie joyeuse, toujours hilares, les cheveux en bataille et dépenaillés. Les Japonais aussi leur rendent un culte et les appellent Kanzan (Hanshan) et Jittoku (Shi De) ; ils sont d'ailleurs un thème récurrent de l'art nippon. 
Un jeune homme orphelin, qui fut conseillé par son buffle, déroba un jour les vêtements d'une Yu Nu (玉女) « Dame de Jade » (Fée Céleste) qui venait se baigner en compagnie de ses sœurs dans un lac. Contrainte de rester sur terre, parce qu'elle ne pouvait plus s'envoler sans sa robe, celle-ci l'épousa et lui fit deux enfants. Xi Wang Mu (西王母) la « Reine-Mère de l'Ouest », l'Impératrice du Ciel s'aperçut de la disparition de sa servante et vint la récupérer, et pour que l'homme ne puisse plus jamais l'approcher, elle enleva une épingle de son chignon et traça une frontière avec dans l'espace qui devient la Voie Lactée Tianhe (天河). L'homme devint l'Étoile du Buffle et la jeune fille était celle de la Tisserande, tous les deux bien connus sous le nom de Dong Yong (董永) « Le Bouvier et la Tisserande », à l'origine de la St Valentin en Chine. Il est donc coutume d'avoir sur la porte de gauche la représentation d'un jeune fonctionnaire dont la fleur dorée fichée dans sa coiffe indique qu'il a été reçu premier aux examens impériaux et sur celle de droite, une jeune femme d'une grande beauté qui tient leur enfant dans ses mains.

## Attrapeur de fantôme

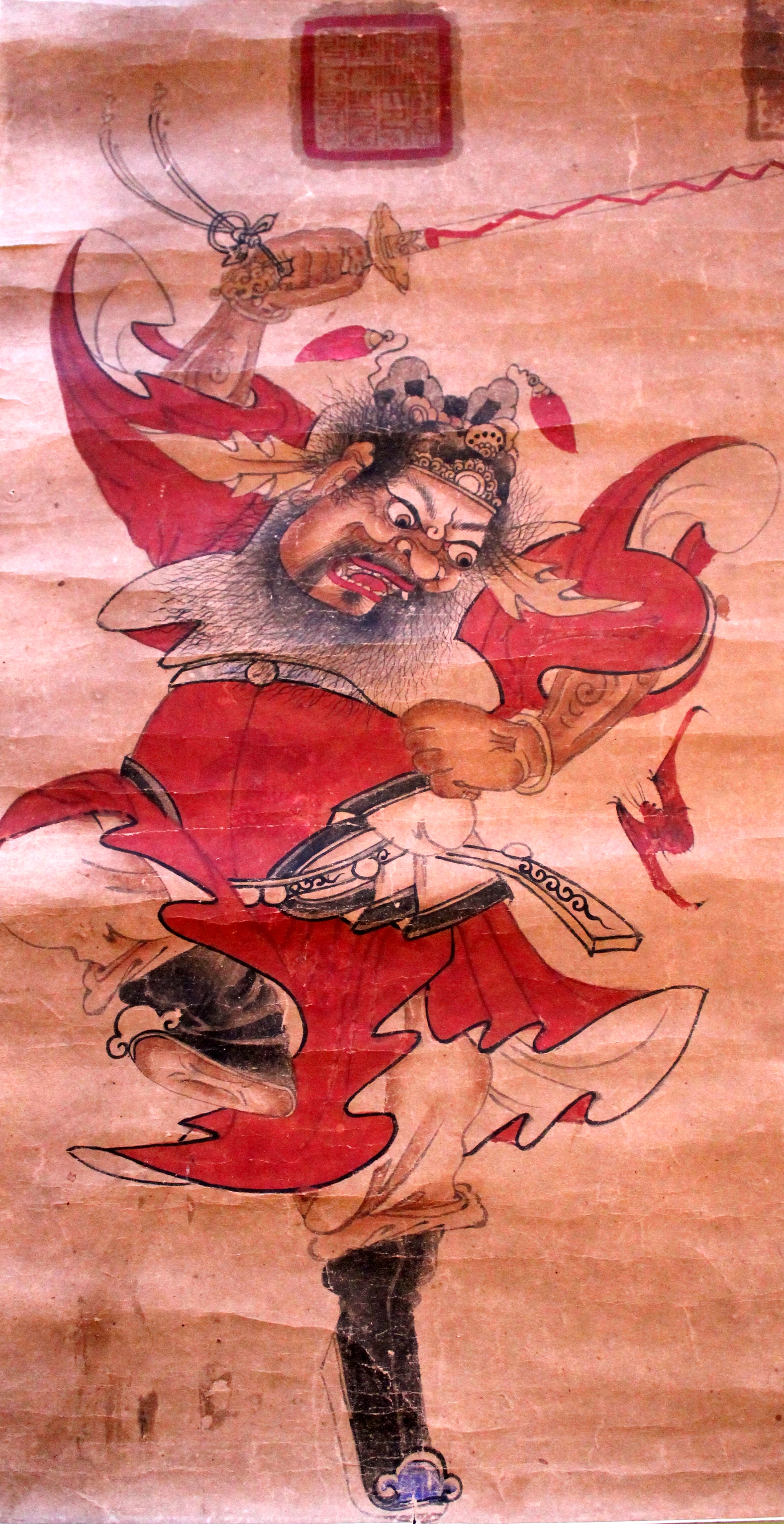

Zhong Kui (鍾馗) n’est pas, à proprement parler, un « Dieu des Portes » mais un exorciste mythique (attrapeur de fantôme). Néanmoins, son image est souvent montrée comme “le général secret”. Plusieurs traditions s'affrontent sur son origine, mais nous retiendrons surtout celle qui raconte comment l'empereur Tang Minghuang (唐明皇) ou Tang Xuanzong (唐玄宗) (712-742 ap. J.-C), fut atteint de la malaria après une expédition militaire. Lors d'un cauchemar nocturne, il vit un petit démon affublé d'un pantalon rouge, un pied chaussé, l'autre nu, son soulier pendant à sa ceinture, qui volait un étui brodé et une flûte de jade dont il jouait tout en gambadant à travers le palais. Ce démon dit s'appeler Xu Hao (虛耗) « Vide et Dévastation ». D'abord choqué par la vision monstrueuse, l'Empereur se ressaisit et demanda à l'étrange individu de décliner son identité. Le démon dit que son nom de mortel était Zhongkui (鍾馗) et avoir été un docteur qui fut rejeté de la liste des académiciens et renvoyé ignominieusement. Couvert de honte il s'était suicidé sur le perron du palais impérial. L'Empereur le fit enterrer vêtu de cette robe et pour le remercier, il jura de chasser le démon de son palais. À son réveil, Minghuang était totalement guéri. Pour remercier le démon de l'avoir sauvé, il fit venir le peintre de la cour pour reproduire l'image qu'il avait vue en rêve et Zhongkui devint "l'Exorciste Impérial", le "Pourfendeur de Démons". La pratique de placer des affiches d'un Dieu des Portes disparaît récemment, après une brève renaissance dans les années 1980,.